# Aïchatou Cissé
Pour les articles homonymes, voir Cissé.
Aïchatou Cissé est une  femme politique malienne.

## Biographie
Aïchatou Cissé est présidente de l'Union des femmes du Rassemblement pour le Mali de Barouéli.
Elle est élue députée à l'Assemblée nationale aux élections législatives maliennes de 2020 dans le cercle de Barouéli. L'Assemblée nationale est dissoute le 19 août 2020 après un coup d'État.